# Всеволодо-Благодатское
Все́володо-Благода́тское — село в Североуральском муниципальном округе Свердловской области России.
Ранее являлось центром Всеволодо-Благодатского сельсовета города Североуральска.

## Географическое положение
Село Всеволодо-Благодатское расположено в 38 километрах по прямой и в 48 километрах по автодороге к северу от города Североуральска, в лесной местности между Верхним и Нижним озёрами. В окрестностях села находятся природные памятники — Верхнее и Светлое озёра, пещера Светлая, заповедник «Денежкин Камень». Село расположено у подножия большой остроконечной горы Сопки, а в 30 верстах расположена гора Денежкин Камень.

## История посёлка
В середине XVIII века здесь были обнаружены месторождения железных и медных руд. Земли, называемыми Заозёрской дачей, владел граф Сергей Строганов. В 1773 году Заозёрскую дачу купил сенатор Всеволод Алексеевич Всеволожский, а через пару десятков лет передал её во владение племяннику — Всеволоду Андреевичу Всеволожскому (1769-1836). Первые месторождения золота были открыты в 1814 году. В 1824 году посёлок был основан крепостными крестьянами из Соликамского уезда, присланными сюда для работы на золотых приисках, и другими пришлыми люди. Село названо в честь Всеволода Андреевича Всеволожского.
В 1824 году была возведена деревянная церковь, благодаря чему в 1824 году поселение стало селом. Южно-Заозёрский прииск был центром Южно-Заозёрской Дачи. После смерти В. А. Всеволожского владельцем стал  старший сын Александр (1793–1864). Северную часть Дачи (земли современного Ивдельского муниципального округа) унаследовал младший сын Никита (1799–1862). Граница между владениями была обозначена широкой лесной просекой, проходящей в двух километрах севернее села и сохранившейся до настоящего времени.
В конце XIX века велось изучение месторождений россыпного золота, платины и меди. Запасы оказались бедными, и начатое пермским купцом Леонидом Хотимским (Хатинским) строительство медеплавильного завода не было закончено. Промыслы начали сдаваться в аренду, и в конце концов Всеволодо-Благодатское утратило своё значение. В начале XX века в селе ещё имелась заводская контора, архив, дом управляющего. Недалеко от села был заброшенный огромный госпиталь с большими пакгаузами.
В годы советской власти село жило в основном лесозаготовками и охотой.
В 1919 году Верхотурский уезд, включая волостное село Всеволодо-Благодатское, вышел из состава Пермской губернии и вошёл в состав Екатеринбургской. С 1923 года село находилось в составе Уральской области.
В начале 1930-х годов Всеволодо-Благодатское было приписано к Ивдельскому мансийскому национальному району.
В 1934 году в результате разделения Уральской области на три части образовалась Свердловская область, куда вошёл и Ивдельский район.
В 1952 году село Всеволодо-Благодатское было включено в состав района, центром которого стал город Североуральск (бывший горняцкий посёлок Петропавловский, объединённый с несколькими соседними поселениями).

## Сельская школа
В начале XX века в селе имелась церковная школа грамоты.

## Всеволодская церковь
В 1824 году образовался приход, в состав которого вошли село и три деревни: Екатерининская в 32 верстах, Лангурская в 30 верстах и Стрелебский прииск в 25 верстах. В 1824 году Всеволодом Андреевичем Всеволожским в селе была выстроена деревянная часовня, обращенная в 1836 году, с благословения Преосвященного Пермского Аркадия, в церковь, которая была освящена во имя Благоверного Князя, Всеволода. В 1852 году церковь сгорела. На её месте в 1853 году была построена с благословения Преосвященного Пермского Неофита, деревянная, однопрестольная церковь, которая была освящена во имя благоверного князя Всеволода в 1853 году. В церкви на начало XX века имелись церковные ризы и утварь, а среди даров был золотой медальон с образом Благоверного Князя Всеволода и с частицею его мощей. Церковь в 1863—1870 годах состояла приписною к церкви Никито-Ивдельского прихода. Церковь была закрыта в 1930 году, а в советское время снесена.

## Часовня
В селе на кладбище в начале XX века имелась деревянная часовня, построенная в 1900 году и освященная в честь праздника Рождества Предтечи Господня Иоанна. В эту часовню ежегодно 24 Июня бывал крестный ход из Всеволодо-благодатской церкви.

## Население
| 2002 | 2010 |
| ---- | ---- |
| 250  | ↘177 |

В 1900 году всех прихожан числилось 875 душ обоего пола.